# Ocotea salvinii
Ocotea salvinii är en lagerväxtart som beskrevs av Carl Christian Mez. Ocotea salvinii ingår i släktet Ocotea och familjen lagerväxter. Inga underarter finns listade i Catalogue of Life.